# Boys II Men (musikalbum)
Boys II Men är debutalbumet av hiphop-gruppen Maskinen. Albumet släpptes den 18 november 2009.

## Låtlista
1. Segertåget
2. Bränner
3. Dansa med vapen
4. Nr 1
5. Gatan upp
6. Maskinen för alltid
7. Undan för pundarn
8. Alla som inte dansar (är våldtäktsmän)
9. Flow ball
10. Aldrig vart i Malmö
11. Buffalo Blues
12. Pengar
13. Kärlek vid sista ögonkastet